# Hitchcockella
Hitchcockella A.Camus é um género botânico pertencente à família Poaceae.